# Margaret Norrie McCain
Pour les articles homonymes, voir McCain.
Margaret Norrie McCain, née le 1er octobre 1934 à Amos (Québec), est la première femme devenue lieutenante-gouverneure du Nouveau-Brunswick.

## Biographie
Margaret Norrie McCain naît le 1er octobre 1934 à Amos, au Québec. Elle suit des études d'art à l'Université Mount Allison à Sackville puis de sciences sociales à l'Université de Toronto.
Elle est nommée lieutenante-gouverneure du Nouveau-Brunswick le 21 juin 1994 et garde cette fonction jusqu'au 18 avril 1997.
Margaret Norrie McCain est une philanthrope, mariée à l'entrepreneur Wallace McCain, le cofondateur de McCain Foods. Elle a créé la fondation Muriel McQueen Fergusson qui combat la violence familiale et à qui elle a intégralement versé son salaire de lieutenante-gouverneure.

## Distinctions
Elle est devenue officière de l'Ordre du Canada en 1998, puis compagne en 2013 et est membre de l'Ordre du Nouveau-Brunswick en 2004.
Le 16 juin 2018, elle reçoit un doctorat honoris causa de l’Université Laval.